# موريس ايمانويل
موريس ايمانويل (بالفرنسية: Maurice Emmanuel)‏ هو معلم موسيقى وملحن فرنسي، ولد في 2 مايو 1862 في بار سور أوب في فرنسا، وتوفي في 14 ديسمبر 1938 في باريس في فرنسا.

## وصلات خارجية
- موريس ايمانويل على موقع ميوزك برينز (الإنجليزية)
- موريس ايمانويل على موقع أول ميوزيك (الإنجليزية)
- موريس ايمانويل على موقع ديسكوغز (الإنجليزية)